# Parsa Pirouzfar

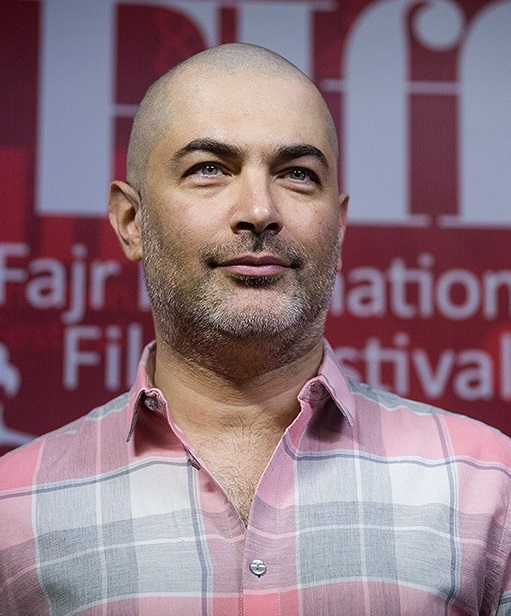
Parsa Pirouzfar (2019)

Pārsā Pirouzfar (persisch پارسا پیروزفر; * 13. September 1972 in Teheran) ist ein iranischer Schauspieler, Dramaturg, Theaterregisseur, Übersetzer und Maler.

## Filmografie
- 2019: Numbness[2]
- 2015: The Gap (Shekaf)
- 2015: Closer
- 2014: Life is Elsewhere
- 2010–2011: Here Without Me
- 2008: Horses are Noble
- 2008: The Day Goes and the Night Comes
- 2004: Mask
- 2004: The Unwanted Woman
- 2003: Mama's Guest
- 2003: Tear of the Cold
- 2002: The Walnut Harvest
- 2002: The Lucky Bride
- 2000: A Girl Named Tondar
- 1999: Protest
- 1999: Wating Girls
- 1998: Sheida
- 1997: Mercedes
- 1995: The Feast
- 1994: Pari

### Kurzfilm
- 2004: Late at Night

### Fernsehen
- 2005–2009: Dar Chashm-e Baad[3][4][5]
- 2001–2002: The Green Journey (Safar-e Sabz)[6]
- 1997–1998: In My Heart (Dar Ghalb-e Man)
- 1994–1995: Under Your Shelter (Dar Panah-e To)

## Theater
2019: The Visit
2018: Die Elenden
2018: A Summer's Day
2015–2017: Matrjoschka
2014: Out at Sea
2013: Stones in His Pockets
2012: Der Gott des Gemetzels
2011: Glengarry Glen Ross
2001: « Art »
1998: The Lady Aoi
1995–1997: Die Elenden